# Премия имени Л. В. Писаржевского
Премия имени Л. В. Писаржевского — премия, учреждённая постановлением Совета министров УССР от 12.06.1964 № 595 и постановлением Президиума Академии наук Украинской ССР от 17 июля 1964 № 188 за выдающиеся научные работы в области химии и химической технологии. Премия была названа в честь академика АН СССР и УССР Льва Владимировича Писаржевского.

## Лауреаты премии
| Год вручения | Тематика работ | Лауреаты                                       | Информация о лауреатах |
| ------------ | --- | ---------------------------------------------- | --- |
| 1965         | Работы в области механизмов химических реакций. | Шилов, Евгений Алексеевич (1893—1970)          | специалист в области органической химии, профессор, доктор химических наук, действительный член Академии наук Украинской ССР (с 1951; член-корреспондент с 1945) |
| 1965         | Работы в области механизмов химических реакций. | Бродский, Александр Ильич (1895—1969)          | член-корреспондент АН СССР (1943), академик АН Украинской ССР (1939), лауреат Сталинской премии (1946), заслуженный деятель науки УССР (1965), Герой Социалистического Труда (1969) |
| 1968         | Работы, посвященные исследованию механизмов гетерогенных каталитических реакций. | Ройтер, Владимир Андреевич (1903—1973)         | доктор химических наук (1947), профессор (1934), член АН УССР (с 1961), заслуженный деятель науки УССР |
| 1969         | Цикл работ в области исследования механизма химических реакций и действия органических катализаторов.                                                                                         | Литвиненко, Леонид Михайлович (1921—1983)      | химик, академик АН Украинской ССР (с 1965) |
| 1970         | Цикл работ в области исследования кинетики и механизма гомогенно-каталитических окислительно-восстановительных реакций и их применение в химическом анализе.                                  | Яцимирский, Константин Борисович (1916—2005)   | химик, академик АН Украинской ССР (с 1964) |
| 1971         | Цикл работ в области исследования механизма действия органических катализаторов - моделей ферментов и коферментов.                                                                            | Ясников, Александр Алексеевич (1923—1999)      | специалист в области химии природных соединений, член-корреспондент АН Украинской ССР (с 1969). |
| 1972         | Цикл работ в области исследования кинетики и механизма электродных реакций. | Городыский, Александр Владимирович (1930—1992) | электрохимик, академик АН Украинской ССР (с 1978). |
| 1972         | Цикл работ в области исследования кинетики и механизма электродных реакций. | Делимарский, Юрий Константинович (1904—1990)   | электрохимик, академик АН Украинской ССР (с 1957), заслуженный деятель наук УССР, директор Института общей и неорганической химии имени В. И. Вернадского |
| 1972         | Цикл работ в области исследования кинетики и механизма электродных реакций. | Панов, Эдуард Васильевич                       | профессор, доктор химических наук |
| 1973         | Цикл работ по исследованию кинетики и механизма окислительно-восстановительных каталитических реакций.                                                                                        | Голодец, Григорий Израилевич (1936—1992)       | специалист в области химии природных соединений, член-корреспондент АН Украинской ССР. |
| 1974         | Цикл работ «Координационный гомогенный катализ соединениями металлов переменной валентности и роль комплексообразования в синтезе полимерных молекул».                                        | Липатова, Татьяна Эсперовна (род. 1924)        | доктор химических наук (1968), профессор (1969) |
| 1975         | Цикл работ «Исследование процессов радикально-цепного и ферментативного окисления углеводов в эмульсиях»                                                                                      | Кучер, Роман Владимирович (1925—1991)          | физикохимик, академик АН Украинской ССР. |
| 1976         | Цикл работ в области промышленного гетерогенного катализа | Атрощенко, Василий Иванович (1906—1991)        | химик-технолог, профессор (1945), доктор технических наук (1945), академик АН Украинской ССР (с 1972) |
| 1976         | Цикл работ в области промышленного гетерогенного катализа | Гутыря, Виктор Степанович (1910—1983)          | нефтехимик, профессор (1948), академик АН Азербайджанской ССР (с 1949), член-корреспондент АН СССР (с 1953), академик АН Украинской ССР (с 1961) |
| 1976         | Цикл работ в области промышленного гетерогенного катализа | Галич, Пётр Николаевич (1923—2005)             | нефтехимик, доктор химических наук, профессор, заслуженный деятель науки и техники Украины. |
| 1977         | Цикл работ «Явление анионотропии в гетероалильних системах и его роль в синтезе новых типов гетерокумуленов»                                                                                  | Горбатенко, Виктор Иванович                    | |
| 1977         | Цикл работ «Явление анионотропии в гетероалильних системах и его роль в синтезе новых типов гетерокумуленов»                                                                                  | Самарай, Лидия Ивановна                        | |
| 1978         | Цикл работ «Синтез и стереохимия гетероаналогов циклоалканов» | Богатский, Алексей Всеволодович (1929—1983)    | химик‑органик, профессор, ректор Одесского университета (1970—1975), академик АН Украинской ССР (с 1976), директор Физико-химического института АН УССР (1977) |
| 1978         | Цикл работ «Синтез и стереохимия гетероаналогов циклоалканов» | Грень, Андрей Иванович (род. 1928)             | доктор химических наук (1974), профессор (1977), заслуженный деятель науки и техники Украинской ССР (1995). |
| 1979         | Цикл работ «Исследование строения, кинетики и механизма реакций свободных радикалов в растворах»                                                                                              | Походенко, Виталий Дмитриевич (род. 1936)      | физикохимик, доктор химических наук, профессор, академик и вице-президент НАН Украины, иностранный член Российской академии наук, почётный директор и главный научный сотрудник Института физической химии имени Писаржевского. |
| 1979         | Цикл работ «Исследование строения, кинетики и механизма реакций свободных радикалов в растворах»                                                                                              | Грагеров, Исаак Петрович (род. 1917)           | физикохимик, доктор химических наук, профессор. |
| 1980         | Монография «Физическая химия наполненных полимеров» | Липатов, Юрий Сергеевич (1927—2007)            | доктор химических наук (1963), профессор (1964), академик АН Украинской ССР (с 1973) |
| 1981         | Цикл работ «Гидрофильность дисперсных материалов и механизм взаимодействия полярных веществ с их поверхностью»                                                                                | Овчаренко, Фёдор Данилович (1913—1996)         | специалист в области коллоидной химии, академик АН Украинской ССР (с 1961), действительный член Нью-Йоркской академии наук. |
| 1981         | Цикл работ «Гидрофильность дисперсных материалов и механизм взаимодействия полярных веществ с их поверхностью»                                                                                | Тарасевич, Юрий Иванович (1937—2018)           | специалист в области коллоидной химии, член-корреспондент НАН Украины |
| 1982         | Цикл работ «Активация насыщенных углеводородов в растворах. Новые реакции и механизмы» | Рудаков, Елисей Сереевич (род. 1929)           | физикохимик, член-корреспондент НАН Украины |
| 1983         | Цикл работ по высокотемпературной неорганической координационной химии. | Волков, Сергей Васильевич (1935—2016)          | специалист в области физико-неорганической химии и химии ионных расплавов, основоположник научной школы высокотемпературной координационной химии; академик Национальной академии наук Украины (1992), заслуженный деятель науки и техники Украины (1998).                                                                                 |
| 1984         | Цикл работ по обоснованию физико-химических методов защиты окружающей среды и его контроля | Власенко, Василий Михайлович (1921—2012)       | специалист в области химической технологии, кинетики и катализа; доктор химических наук (1967), профессор (1971), член-корреспондент АН Украинской ССР (с 1976), заслуженный деятель науки и техники Украины (1991) |
| 1984         | Цикл работ по обоснованию физико-химических методов защиты окружающей среды и его контроля | Пилипенко, Анатолий Терентьевич (1914—1993)    | химик-аналитик, доктор химических наук, декан химического факультета Киевского университета, академик АН Украинской ССР (с 1976, член-корреспондент с 1969) |
| 1984         | Цикл работ по обоснованию физико-химических методов защиты окружающей среды и его контроля | Тананайко, Мирослава Михайловна (род. 1925)    | доктор химических наук, профессор |
| 1985         | Цикл работ «Электрохимия в процессах очистки воды» | Кульский, Леонид Адольфович (1903—1993)        | академик АН Украинской ССР (с 1969), заслуженный деятель науки УССР. |
| 1985         | Цикл работ «Электрохимия в процессах очистки воды» | Гребенюк, Владимир Дмитриевич                  | |
| 1985         | Цикл работ «Электрохимия в процессах очистки воды» | Савлук, Ольга Семёновна                        | |
| 1986         | Монография «Химия изоиндола» | Бабичев, Фёдор Семёнович (1917—2000)           | академик (с 1973) и вице-президент (1978—1988) АН Украинской ССР; почётный Соросовский профессор, заслуженный деятель науки и техники Украины. |
| 1986         | Монография «Химия изоиндола» | Ковтуненко, Владимир Алексеевич                | доктор химических наук, профессор |
| 1987         | Серия работ «Химия и физико-химия полиуретанов сегментной строения» | Греков, Анатолий Петрович (род. 1929)          | доктор химических наук, академик Украинской технологической академии, заслуженный деятель науки и техники УССР (1990) |
| 1987         | Серия работ «Химия и физико-химия полиуретанов сегментной строения» | Керча, Юрий Юрьевич (1936—2015)                | доктор химических наук, профессор, член-корреспондент НАН Украины, академик Украинской технологической академии, заслуженный деятель науки и техники Украины |
| 1988         | Цикл работ «Изучение реакционной способности соединений, содержащих сульфонильную и карбонильную группы, синтез на их основе полимеров и кристаллов для квантовой электроники»                | Визгерт, Регина Викентьевна (1919—2002)        | специалист в области органической и физико-органической химии, доктор химических наук, Соросовский профессор. |
| 1989         | Цикл работ «Направленный синтез двойных фосфатов и фторфосфатов из расплавленных солей» | Скопенко, Виктор Васильевич (1935—2010)        | доктор химических наук, профессор, академик Национальной академии наук Украины и Академии педагогических наук Украины (с 1992). |
| 1989         | Цикл работ «Направленный синтез двойных фосфатов и фторфосфатов из расплавленных солей» | Слободяник, Николай Семёнович (род. 1945)      | доктор химических наук, член-корреспондент НАН Украины (с 1997), академик АН высшего образования Украины (с 1998) |
| 1989         | Цикл работ «Направленный синтез двойных фосфатов и фторфосфатов из расплавленных солей» | Нагорный, Павел Григорьевич                    | доктор химических наук, профессор |
| 1990         | Цикл работ «Разработка фундаментальных основ и прикладных проблем фотопереноса электрона» | Дилунг, Иосиф Иосифович (1928—2003)            | доктор химических наук, профессор, заслуженный деятель науки и техники Украины, иностранный член АН Венгрии |
| 1990         | Цикл работ «Разработка фундаментальных основ и прикладных проблем фотопереноса электрона» | Крюков, Анатолий Иванович                      | доктор химических наук, профессор Института физической химии в Киеве. |
| 1991         | Монография «Маскировка и демаскировка в аналитической химии» | Сухан, Василий Васильевич                      | доктор химических наук, профессор |
| 1991         | Монография «Маскировка и демаскировка в аналитической химии» | Пятницкий, Игорь Владимирович (1910—2000)      | доктор химических наук, профессор, декан химического факультета Киевского университета (1958—1960) |
| 1992         | Цикл работ «Применение ионно-электронной концепции электродных реакций и сводной шкалы потенциалов к решению ряда проблем современной электрохимии и науки о коррозии металлов»               | Антропов, Лев Иванович (1913—1994)             | доктор химических наук, профессор, член-корреспондент АН Украинской ССР, заслуженный деятель науки УССР; эксперт ЮНЕСКО. |
| 1993         | Монография «Природные силикаты: строение, свойства и реакционная способность» | Гончарук, Владислав Владимирович (род. 1941)   | академик Национальной академии наук Украины (1997), заслуженный деятель науки и техники Украины (1998) |
| 1993         | Монография «Природные силикаты: строение, свойства и реакционная способность» | Васильев, Николай Григорьевич                  | |
| 1994         | Цикл работ «Разработка научных основ создания новых эффективных гетерогенных катализаторов и каталитических процессов синтеза ценных продуктов на основе Cl-соединений»                       | Павленко, Николай Владимирович                 | |
| 1994         | Цикл работ «Разработка научных основ создания новых эффективных гетерогенных катализаторов и каталитических процессов синтеза ценных продуктов на основе Cl-соединений»                       | Ильченко, Нина Ивановна                        | |
| 1994         | Цикл работ «Разработка научных основ создания новых эффективных гетерогенных катализаторов и каталитических процессов синтеза ценных продуктов на основе Cl-соединений»                       | Самченко, Николай Петрович                     | |
| 1995         | укр. «Фізико-хімія N-, О-ацильних солей» | Рыбаченко, Владимир Иванович                   | доктор химических наук, профессор Института физико-органической химии им. Л. М. Литвиненко |
| 1995         | укр. «Фізико-хімія N-, О-ацильних солей» | Титов, Евгений Владимирович (1921—2005)        | доктор химический наук, профессор Института физико-органической химии им. Л. М. Литвиненко |
| 1996         | «Металлокомплексный катализ в радикальных реакциях ингибирования процессов окисления» | Ковтун, Григорий Александрович (1948—2008)     | член-корреспондент НАН Украины |
| 1997         | «Физико-неорганическая химия координационных соединений 3d металлов с различными видами внутримолекулярных взаимодействий»                                                                    | Лампека Ярослав Дмитрович                      | доктор химических наук, профессор, ведущий научный сотрудник Института физической химии НАН Украины |
| 1997         | «Физико-неорганическая химия координационных соединений 3d металлов с различными видами внутримолекулярных взаимодействий»                                                                    | Манорик, Пётр Андреевич (род. 1953)            | доктор химических наук, профессор |
| 1997         | «Физико-неорганическая химия координационных соединений 3d металлов с различными видами внутримолекулярных взаимодействий»                                                                    | Павлищук, Виталий Валентинович (род. 1956)     | доктор химических наук, профессор, действительный член НАН Украины (с 2018) |
| 1998         | Цикл работ по развитию научных основ целенаправленного синтеза и модификации цеолитов (молекулярных сит)                                                                                      | Ильин, Владимир Георгиевич (1939—2016)         | доктор химических наук, профессор, заслуженный деятель науки и техники Украины |
| 1998         | Цикл работ по развитию научных основ целенаправленного синтеза и модификации цеолитов (молекулярных сит)                                                                                      | Бобонич, Фёдор Михайлович                      | доктор химических наук |
| 2000         | «Проблема селективности в сложных и совмещенных гетерогенно- каталитических реакциях» | Марценюк-Кухарук, Мария Гавриловна (род. 1936) | кандидат химических наук, доктор технических наук (1990) |
| 2000         | «Проблема селективности в сложных и совмещенных гетерогенно- каталитических реакциях» | Орлик, Светлана Никитична (род. 1953)          | доктор химических наук, член-корреспондент НАН Украины |
| 2000         | «Проблема селективности в сложных и совмещенных гетерогенно- каталитических реакциях» | Пятницкий, Юрий Игоревич                       | |
| 2002         | Цикл научных работ «Физико-химические процессы в поверхностном слое оксидных систем и проблемы создания новых функциональных материалов»                                                      | Чуйко, Алексей Алексеевич (1930—2006)          | специалист в области химии, физики и технологии поверхности; доктор химических наук, профессор, академик НАН Украины (1988), академик академий технологических наук Украины и России, академик Международной академии технологических наук, заслуженный деятель науки и техники Украины, директор Института химии поверхности НАН Украины. |
| 2002         | Цикл научных работ «Физико-химические процессы в поверхностном слое оксидных систем и проблемы создания новых функциональных материалов»                                                      | Агенко, Владимир Михайлович                    | доктор химических наук, профессор, член-корреспондент НАН Украины |
| 2002         | Цикл научных работ «Физико-химические процессы в поверхностном слое оксидных систем и проблемы создания новых функциональных материалов»                                                      | Воронин, Евгений Филиппович                    | доктор химических наук по специальности «физика и химия поверхности» |
| 2004         | Цикл научных работ «Физико-химия гетерогенных полимерных систем» | Привалко, Валерий Павлович (1940—2006)         | доктор химических наук, профессор |
| 2006         | Цикл научных работ «Развитие физико-химических основ создания новых высокоэффективных фотокаталитических и фотоэлектрохимических систем и процессов»                                          | Ерёменко, Ганна Михайловна                     | доктор химических наук, профессор |
| 2006         | Цикл научных работ «Развитие физико-химических основ создания новых высокоэффективных фотокаталитических и фотоэлектрохимических систем и процессов»                                          | Кучмий, Степан Ярославович (род. 1946)         | доктор химических наук, профессор, член-корреспондент НАН Украины |
| 2006         | Цикл научных работ «Развитие физико-химических основ создания новых высокоэффективных фотокаталитических и фотоэлектрохимических систем и процессов»                                          | Колбасов, Геннадий Яковлевич (род. 1944)       | доктор химических наук, профессор, член-корреспондент НАН Украины |
| 2009         | Цикл научных работ «Теоретическое обоснование и практическая апробация новой ресурсосберегающей, малоотходной технологии комбинированного получения обессоленной и смягченной воды»           | Мамченко, Алексей Владимирович (род. 1952)     | член-корреспондент НАН Украины |
| 2009         | Цикл научных работ «Теоретическое обоснование и практическая апробация новой ресурсосберегающей, малоотходной технологии комбинированного получения обессоленной и смягченной воды»           | Ставицкий, Виктор Васильевич (1945—?)          | |
| 2012         | Цикл научных работ «Электронно индуцированные электрохимические и гомогенно-каталитические процессы активации „малых“ молекул и их использование для получения ценных органических продуктов» | Кошечко, Вячеслав Григорьевич (род. 1946)      | физикохимик, доктор химических наук, профессор, академик (с 2006) и вице-президент НАН Украины |
| 2018         | «Развитие физико-химических основ создания новых катализаторов для химической переработки возобновляемого сырья и защиты окружающей среды»                                                    | Стрижак, Пётр Евгеньевич (род. 1963)           | член-корреспондент НАН Украины |
| 2018         | «Развитие физико-химических основ создания новых катализаторов для химической переработки возобновляемого сырья и защиты окружающей среды»                                                    | Соловьёв, Сергей Александрович                 | доктор химических наук |
| 2018         | «Развитие физико-химических основ создания новых катализаторов для химической переработки возобновляемого сырья и защиты окружающей среды»                                                    | Дзвигай, Станислав                             | доктор химических наук, профессор университета Пьера и Марии Кюри (Париж) |